# Ochrilidia ahmadi
Ochrilidia ahmadi är en insektsart som beskrevs av Wagan och N. Baloch 2001. Ochrilidia ahmadi ingår i släktet Ochrilidia och familjen gräshoppor. Inga underarter finns listade i Catalogue of Life.